# Juninho (Fußballspieler, 1995)
José Carlos Ferreira Júnior, genannt Juninho, (* 1. Februar 1995 in Londrina) ist ein brasilianischer Fußballspieler. Der spielstarke Fuß des Abwehrspielers ist der Linke.

## Karriere
Juninho begann seine Laufbahn im Nachwuchsbereich des Junior Team Futebol in seiner Heimatstadt Londrina. Von diesem wechselte noch in seiner Jugendzeit zum Coritiba FC. Mit diesem bestritt er am 26. Juli 2015 sein erstes Spiel als Profi. In der Série A 2015 spielte er gegen den SC Corinthians von Beginn an. In der Folge bestritt er die restliche Saison fast alle Ligaspiele. Am 20. Mai 2016 wurde bekannt, dass der Spieler seinen Vertrag mit Coritiba bis 2018 verlängert hat. In diesem Zusammenhang wurden auch Interessen von CR Flamengo, FC Lyon und Dynamo Kiew genannt. Im August 2016 gab Juninho sein Debüt auf internationaler Klubebene. In der Copa Sudamericana 2016 spielte er am 26. August 2016 gegen den EC Vitória.
Im Mai 2017 wechselte Juninho zur SE Palmeiras nach São Paulo. Um Juninho aus seinem bis 2020 laufenden Vertrag zu kaufen, zahlte der Klub eine Ablöse von drei Millionen Euro. Ab Mai 2018 wurde Juninho bis Jahresende an Atlético Mineiro ausgeliehen. Nach seiner Rückkehr Anfang 2019 spielte er keine Rolle in den Planungen von Palmeiras und wurde im Juli an den Ligakonkurrenten EC Bahia bis Jahresende ausgeliehen. Im Zuge der laufenden Saison wurde Ende Oktober 2019 bekannt, dass Bahia die Leihe von Juninho verlängert. Im Zuge dessen erwarb Bahia 50 % der wirtschaftlichen Rechte. 20 % von Palmeiras, 10 % von Coritiba und 20 % Junior Team Futebol. Bei Bahia bekam er einen Vertrag bis Ende 2022.
Im Juli 2021 gab der FC Midtjylland aus Dänemark bekannt, Juninho verpflichtet zu haben. Der Vertrag erhielt eine Laufzeit bis 30. Juni 2026. Sein Pflichtspieldebüt für Midtjylland gab er am 24. Juli 2021, dem zweiten Spieltag in der Superliga im Auswärtsspiel gegen den Aalborg BK. In dem Spiel stand er neben drei weiteren Brasilianern in der Startelf (Paulinho, Evander und Júnior Brumado). Ein vierter Charles wurde im Zuge der Partie eingewechselt. Vier Tage später gab Juninho seinen Einstand auf europäischer Klubebene. In der UEFA Champions League 2021/22 traf Midtjylland zuhause auf Celtic Glasgow.

## Erfolge
Coritiba
- Staatsmeisterschaft von Paraná: 2017

Bahia
- Staatsmeisterschaft von Bahia: 2020
- Copa do Nordeste: 2021

FC Midtjylland
- Dänischer Pokalsieger: 2022
- Dänischer Meister: 2024